# Trachycephalus resinifictrix
La rana lechera amazónica (Trachycephalus resinifictrix) es una especie de anfibio de gran tamaño de la familia Hylidae. Se distribuye por las Guayanas y la cuenca amazónica, por debajo de los 500 m de altitud.también se encuentra en las regiones amazónicas 

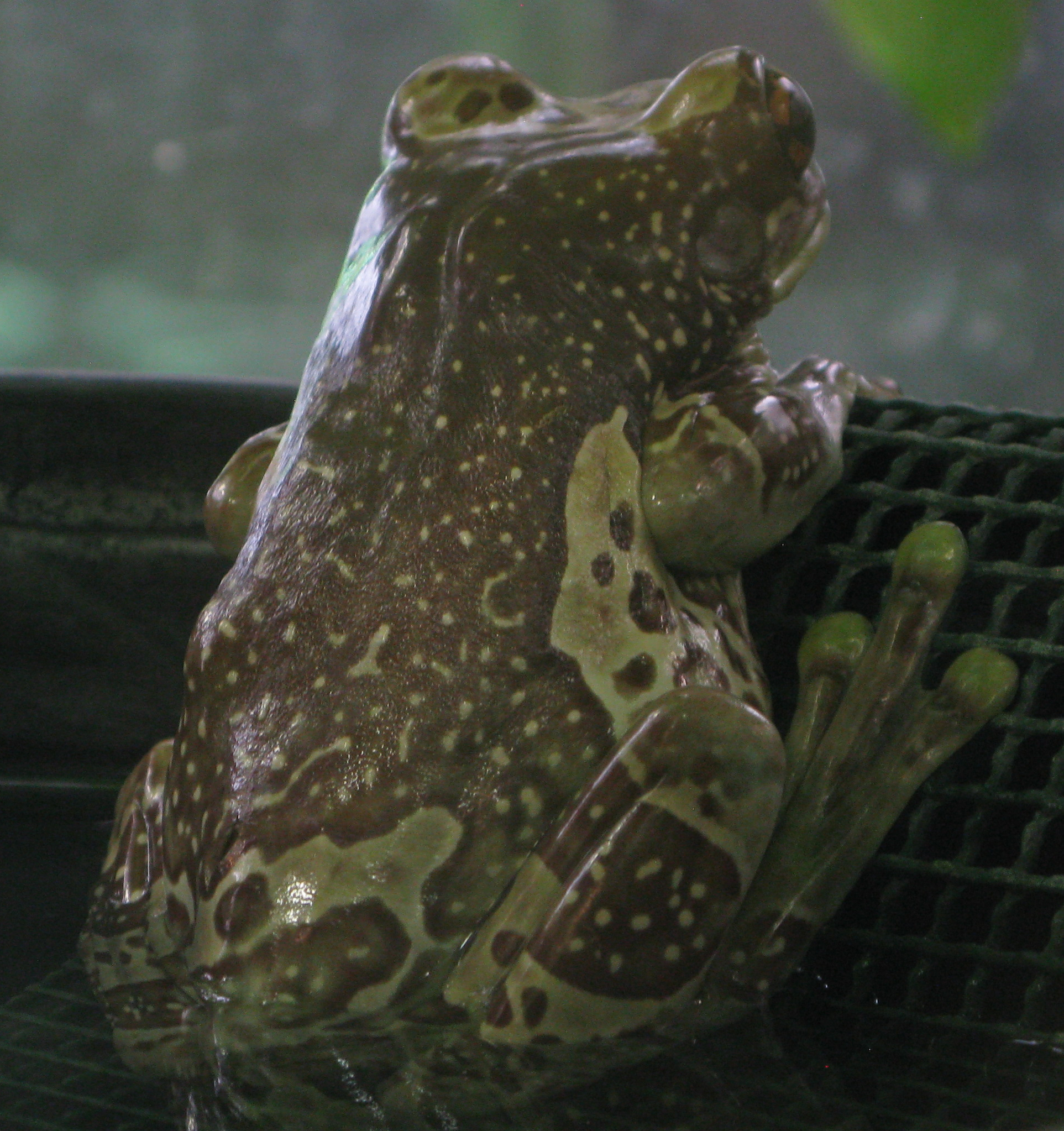
De espalda.